# 九龍巴士64K線
- 關於1978年至今的第二代23線，請見「九龍巴士23線」。
- 關於1978年至1983年的第二代74線，請見「九龍巴士74K線」。
- 關於2024年投入服務的第三代74線，請見「九龍巴士74線」。

九龍巴士64K線是香港新界一條來往元朗（西）及大埔墟站的巴士路線，途經元朗大馬路、凹頭（博愛醫院）、錦田（高埔村、錦上路站）、八鄉（錦上路）、上村、林錦公路（林村許願樹）及太和邨，是目前唯一往返元朗區及大埔區的全日巴士路線。
64K線其後亦設有多個分支，包括下列：
1. 九龍巴士64P線，只於星期一至五下午繁忙時間，由大埔墟站單向前往嘉道理農場。此編號已是第二次使用，第1代64P線於是由來往元朗（西）及大埔墟站的晨早特別路線，只於星期一至六早上對開一班。與主線不同的是此路線來回程取道錦田公路，不經錦上路及錦上路站；而往元朗方向亦不停安慈路分站，於1993年至2014年間提供服務。
2. 九龍巴士64S線，只於星期一至五上午繁忙時間由上村單向開出兩班往錦上路站。此編號已是第二次使用，第一代64S於2000年11月28日，因錦田公路近錦田市發生興建中的九廣西鐵（即港鐵西鐵綫）鐵路鋼陣墜下事故，導致錦田公路凹頭至高埔村一段全線封閉，64K線需改經新田公路及粉嶺公路往返而開辦的臨時服務，由大埔墟站至錦田公路（近蒙養小學），直至翌日凌晨因錦田公路重開，64K線恢復原有路線而停辦。
3. 九龍巴士64X線，由洪水橋（洪元路）單向開往香港科學園，途經屏山、元朗大馬路、太和邨、大埔墟及白石角，取道新田公路、粉嶺公路及吐露港公路，只於星期一至五上午繁忙時間提供服務。
4. 九龍巴士264R線，只於星期六及公眾假期來往天水圍天耀邨及大埔墟站，取道元朗公路、新田公路及粉嶺公路往返YOHO MALL 形點及港鐵太和站只需22分鐘。

## 歷史
- 1953年4月1日：當時開辦編號為23，該線班次非常疏落（65分鐘一班），並由2輛由貨車改裝而成的巴士行駛，來回程途經錦田路。
- 1962年1月21日：改經當時新落成的錦上路。
- 1973年7月16日：配合九巴重組路線編號，本線改編號為74。
- 1978年10月1日：再度更改編號為64
- 1983年7月16日：配合九廣鐵路（現稱港鐵東鐵綫）電氣化，再度改編號為64K，並改以大埔墟站為總站。
- 1990年9月1日：增派單層空調巴士行駛，是元朗區首條增派空調巴士行走的路線。
- 1993年3月23日：64P線開辦。
- 2001年12月23日：改為全線採用空調巴士行駛。
- 2003年12月14日：為配合九廣西鐵（現稱港鐵西鐵綫）於2003年12月20日通車，本路線經錦上路站，方便沿線乘客接駁港鐵東鐵綫及西鐵綫。
- 2014年10月4日：配合錦田巴士路線重組，取消來往大埔墟站及上村甫的早晨特別班次，並修訂行車時間表，64P線則停駛，由54及本線的八達通轉乘優惠替代，同時開辦64S線，逢星期一至五上午由上村單向開出兩班往錦上路站[1][2][3]。
- 2015年9月5日：64K線增設到站時間預報。[4]
- 2015年12月5日：264R線開辦[5]。
- 2015年12月31日：64S線增設到站時間預報。[6]
- 2017年11月11日，64K線作出以下改動：
  - 增設特別班次，逢星期一至五07:10及07:30由嘉道理農場開往太和廣場；
  - 短程分段收费由现金付款改为八达通付款，乘客如欲享用短程分段收费，必须在下车时再次拍卡[7][8]。
- 2018年12月1日：264R線元朗區的總站遷往天耀，加經天瑞、頌富、天澤後返回元朗大馬路原有路線，並修改服務時間[9][10]。
- 2019年3月18日：64P線開辦。[11]
- 2019年10月14日：64S線在星期一至五開出增加至四班車。[12]
- 2020年2月15日至5月16日，因應疫情引致乘客量下降，264R線暫時暫停服務[13]。
- 2022年1月10日：64X線開辦。[14]
- 2023年2月13日：64K新增上午特別班由上村球場往元朗（西）。[15]
- 2023年7月31日：64K由嘉道理農場開出之特別班次縮短至由梧桐寨（白牛石）開出。
- 2023年10月14日：264R線往大埔墟站方向增停天葵路「慧景軒」站。[16]
- 2024年5月20日：64X線改由洪水橋（洪元路）開出。[17]
- 2024年8月12日：64P線減至兩班車。[18]

## 服務時間及班次
64K常規班次
| 元朗（西）開     | 元朗（西）開 | 元朗（西）開 | 大埔墟站開       | 大埔墟站開  | 大埔墟站開   |
| 日期             | 服務時間     | 班次（分鐘） | 日期             | 服務時間    | 班次（分鐘） |
| ---------------- | ------------ | ------------ | ---------------- | ----------- | ------------ |
| 星期一至五       | 05:40-06:00  | 10           | 星期一至五       | 05:40-06:50 | 10           |
| 星期一至五       | 06:00-06:48  | 8            | 星期一至五       | 06:50-09:00 | 7/8          |
| 星期一至五       | 06:48-08:00  | 12           | 星期一至五       | 09:00-11:00 | 10           |
| 星期一至五       | 08:00-10:00  | 10           | 星期一至五       | 11:00-12:00 | 12           |
| 星期一至五       | 10:00-11:00  | 12           | 星期一至五       | 12:00-14:50 | 10           |
| 星期一至五       | 11:00-16:00  | 10           | 星期一至五       | 14:50-16:20 | 9            |
| 星期一至五       | 16:00-17:51  | 9/10         | 星期一至五       | 16:20-17:00 | 8            |
| 星期一至五       | 17:51-18:23  | 8            | 星期一至五       | 17:00-17:30 | 6            |
| 星期一至五       | 18:23-18:50  | 6/7          | 星期一至五       | 17:30-21:10 | 10           |
| 星期一至五       | 18:50-21:00  | 10           | 星期一至五       | 21:10-22:10 | 12           |
| 星期一至五       | 21:00-22:24  | 12           | 星期一至五       | 22:10-00:10 | 15           |
| 星期一至五       | 22:36        |              |                  |             |              |
| 星期一至五       | 22:50-23:50  | 15           |                  |             |              |
| 星期一至五       | 00:10        |              |                  |             |              |
| 星期六           | 05:40-06:40  | 12           | 星期六           | 05:40-06:40 | 12           |
| 星期六           | 06:40-07:30  | 10           | 星期六           | 06:40-10:05 | 8/9          |
| 星期六           | 07:30-08:30  | 8/9          | 星期六           | 10:05-13:15 | 9/10         |
| 星期六           | 08:30-10:00  | 10           | 星期六           | 13:15-14:55 | 10           |
| 星期六           | 10:00-18:39  | 8/9          | 星期六           | 14:55-15:40 | 9            |
| 星期六           | 18:49        | 18:49        | 星期六           | 15:40-17:00 | 8            |
| 星期六           | 19:00-20:00  | 12           | 星期六           | 17:00-17:30 | 7/8          |
| 星期六           | 20:00-21:00  | 10           | 星期六           | 17:30-18:10 | 8            |
| 星期六           | 21:00-23:00  | 12           | 星期六           | 18:20       | 18:20        |
| 星期六           | 23:12        | 23:12        | 星期六           | 18:30-22:30 | 12           |
| 星期六           | 23:25-00:10  | 15           | 星期六           | 22:42       | 22:42        |
|                  |              |              | 星期六           | 22:55-00:10 | 15           |
| 星期日及公眾假期 | 05:40-07:40  | 12           | 星期日及公眾假期 | 05:40-07:40 | 12           |
| 星期日及公眾假期 | 07:40-08:00  | 10           | 星期日及公眾假期 | 07:40-08:30 | 10           |
| 星期日及公眾假期 | 08:00-10:08  | 8/9          | 星期日及公眾假期 | 08:30-10:20 | 8/9          |
| 星期日及公眾假期 | 10:08-12:40  | 7/8          | 星期日及公眾假期 | 10:20-17:00 | 8            |
| 星期日及公眾假期 | 12:40-18:00  | 8            | 星期日及公眾假期 | 17:00-19:20 | 10           |
| 星期日及公眾假期 | 18:00-19:00  | 10           | 星期日及公眾假期 | 19:20-21:44 | 12           |
| 星期日及公眾假期 | 19:00-20:00  | 12           | 星期日及公眾假期 | 21:56       | 21:56        |
| 星期日及公眾假期 | 20:00-21:00  | 10           | 星期日及公眾假期 | 22:10-00:10 | 15           |
| 星期日及公眾假期 | 21:00-22:00  | 12           |                  |             |              |
| 星期日及公眾假期 | 22:12        |              |                  |             |              |
| 星期日及公眾假期 | 22:25-00:10  | 15           |                  |             |              |

64K特別班次
- 梧桐寨（白牛石）→太和站：
  - 星期一至五：07:10
- 上村球場→元朗（西）：
  - 星期一至五：07:00、07:30

64P
- 大埔墟站開：
  - 星期一至五：18:30、19:45

64S
- 上村球場開：
  - 星期一至五：07:10、07:25、07:35、07:50

64X
- 洪水橋（洪元路）開
  - 星期一至五：07:15

64K特別班次、64P、64S、64X星期六、日及公眾假期不設服務
264R
| 星期六、日及公眾假期，天水圍（天耀邨）開 | 星期六、日及公眾假期，天水圍（天耀邨）開 | 星期六、日及公眾假期，天水圍（天耀邨）開 | 星期六、日及公眾假期，天水圍（天耀邨）開 | 星期六、日及公眾假期，天水圍（天耀邨）開 |
| ---------------------------------------- | ---------------------------------------- | ---------------------------------------- | ---------------------------------------- | ---------------------------------------- |
| 09:45                                    | 10:15                                    | 10:45                                    | 11:15                                    | 11:45                                    |
| 12:15                                    | 12:45                                    | 13:15                                    | 13:45                                    | 14:15                                    |
| 14:45                                    | 15:15                                    | 15:45                                    | 16:15                                    | 16:45                                    |
| 17:15                                    | 17:45                                    | 18:15                                    | 18:45                                    |                                          |

| 星期六、日及公眾假期，大埔墟站開 | 星期六、日及公眾假期，大埔墟站開 | 星期六、日及公眾假期，大埔墟站開 | 星期六、日及公眾假期，大埔墟站開 | 星期六、日及公眾假期，大埔墟站開 |
| -------------------------------- | -------------------------------- | -------------------------------- | -------------------------------- | -------------------------------- |
| 10:00                            | 10:30                            | 11:00                            | 11:30                            | 12:00                            |
| 12:30                            | 13:00                            | 13:30                            | 14:00                            | 14:30                            |
| 15:00                            | 15:30                            | 16:00                            | 16:30                            | 17:00                            |
| 17:30                            | 18:00                            | 18:30                            | 19:00                            |                                  |

星期一至五不設服務

## 收費
| 路線                     | 全程收費 | 分段收費                                                                                            |
| ------------------------ | -------- | --------------------------------------------------------------------------------------------------- |
| 64K (常規班次)           | $9.6     | - 元朗（西）往上村甫／大埔墟站往上村球場或之前：$6.7 - 上村球場往元朗（西）／上村甫往大埔墟站：$6.7 |
| 64K (特別班次)／64P／64S | $6.7     | - 不設分段收費                                                                                      |
| 64X                      | $16.9    | - 太和站往香港科學園：$9.1                                                                          |
| 264R                     | $18.9    | - 太和站往大埔墟站／形點 I往天耀邨：$7                                                              |

| - 本線設有12歲以下小童及65歲或以上長者半價優惠。 - 65歲或以上香港居民使用「樂悠咭」，以及12歲以下合資格殘疾兒童使用「殘疾人士身份」個人八達通繳付車資，均可享有每程$2.0或半價（以較低者為準）的票價優惠；12至64歲合資格殘疾人士使用「殘疾人士身份」個人八達通（包括「樂悠咭」），以及60至64歲香港居民使用「樂悠咭」繳付車資，均可享有每程$2.0或全費（以較低者為準）的票價優惠。 - 65歲或以上長者如使用長者或一般個人八達通繳付車資，則只可享有半價優惠；12至64歲合資格殘疾人士如不使用「殘疾人士身份」個人八達通，以及60至64歲人士如不使用「樂悠咭」繳付車資，必須繳付全費。 - 乘客可以現金或八達通於上車時付款，不設找續。 - 每位成人乘客可免費攜帶最多兩名4歲以下而不佔座位的兒童乘客乘車，超額之4歲以下小童必須繳付小童車費乘車。 - 持有「九巴月票」之乘客在車票有效期內，每日可享最多10程任何九龍巴士及龍運巴士路線（包括本路線，以及聯營路線的九龍巴士／龍運巴士提供的班次；惟乘搭機場「A」及「NA」線則可享原價二七折優惠（不會計算每天10次合資格車程））；而B1線則每日可享最多各2程（不會計算每天10次合資格車程）。 - 九龍巴士、城巴、龍運巴士及陽光巴士全職員工及家屬（不包括外判職員）可免費乘搭本路線，惟必須拍職員或職員家屬八達通。 - 乘客亦可透過多元化電子支付系統（e度嘟）繳付車資，包括使用非接觸式VISA卡、JCB卡、萬事達卡、銀聯卡、美國運通、大來國際、Discover Card、Apple Pay、Google Pay、Samsung Pay、AlipayHK「易乘碼」、支付寶、WeChatHK／微信支付「搭車碼」、銀聯雲閃付「乘車碼」及BOC Pay「乘車碼」。乘客使用此付款方式，使用此支付方式的乘客可享有中途下車之分段收費，以及與其他九巴／龍運獨營路線或聯營線九巴／龍運班次之轉乘優惠，惟不適用於與非九巴／龍運路線之轉乘優惠，亦不能享有「公共交通費用補貼計劃」及「長者及合資格殘疾人士公共交通票價優惠計劃」。 - 帶粗體字者為雙向分段收費，乘客必須使用八達通（九巴月票除外）繳付全程車資，並於下車前再次確認八達通，方可享有分段收費優惠。 |

### 八達通轉乘優惠
乘客登上本線後150分鐘內以同一張八達通卡轉乘以下路線，或從以下路線登車後150分鐘內以同一張八達通卡轉乘本線，次程可獲車資折扣優惠。
64K←→B1，次程可獲$4.2折扣優惠
- 64K往元朗（西） → B1任何方向
- B1任何方向 → 64K往大埔墟站

64K←→51，本路線車資全免
- 64K往大埔墟站 → 51往荃灣西站
- 51往上村 → 64K往元朗（西）

64K←→276/276P，次程免費
- 64K往元朗（西） →  276/276P往天水圍
- 276/276P往上水→ 64K往大埔墟站

## 使用車輛

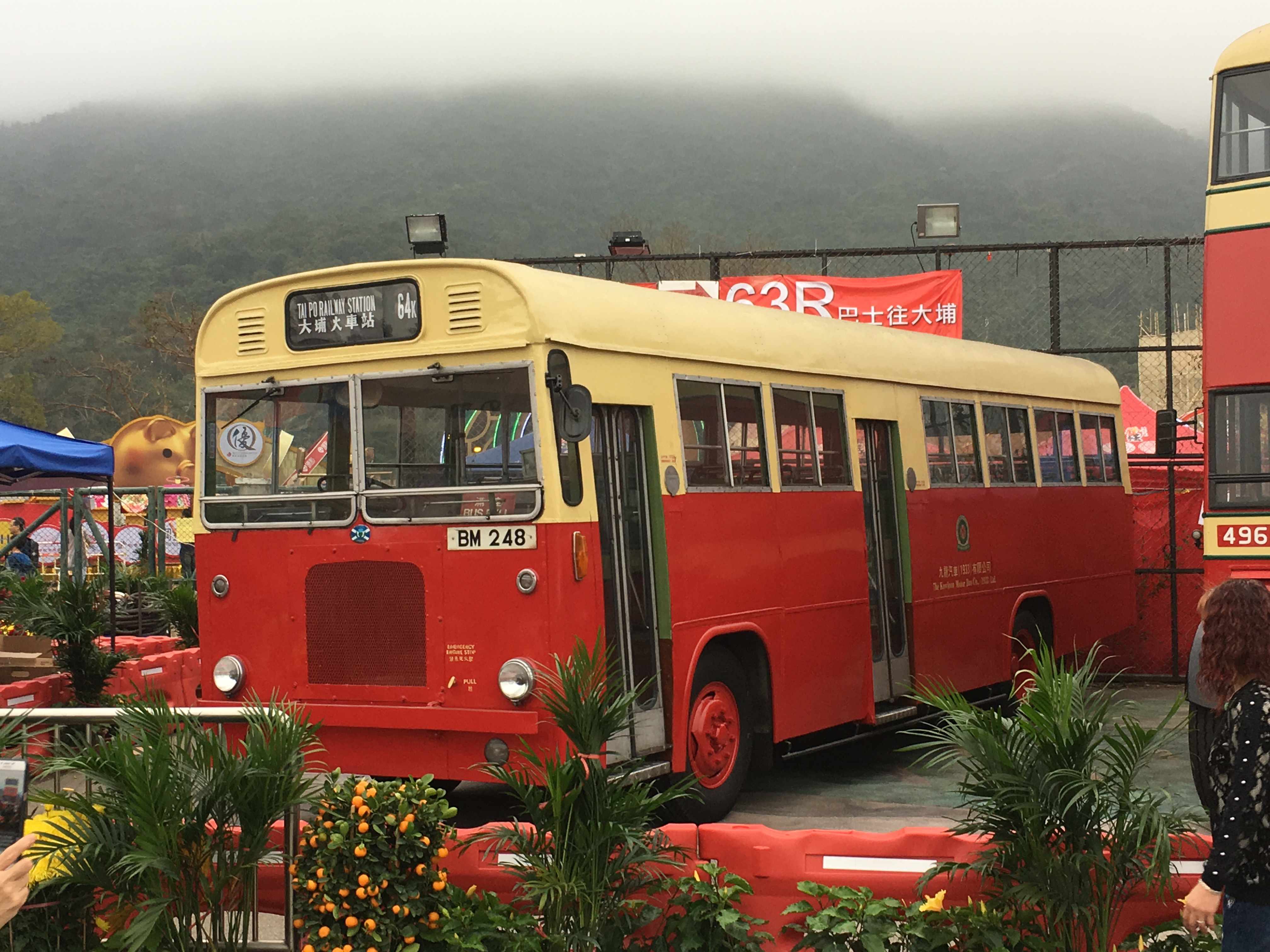
被保存的亞比安維京（Albion Viking），為64K線早年常用車型之一。

1960年代至1980年代，本線主要採用亞比安各款單層巴士行駛，直至1990年9月1日起增派三菱MK117J（AM）單層空調巴士行走，以取代年事已高的1970年亞比安EVK41XL (L) 單層巴士，是元朗區首條設有空調巴士的巴士路線。後來客量不斷上升，本線開始採用雙層巴士行駛，但受到林錦公路路面限制，不許長度大於11米的車輛駛入，非空調巴士主要採用利蘭勝利二型巴士 (G) 行駛，空調巴士則採用1996年的丹尼士巨龍9.9米（ADS）行駛。隨著利蘭勝利二型巴士退役，非空調巴士改為兩軸雙層巴士利蘭奧林比安（BL）及都城嘉慕威曼都城（M）行駛。2001年12月23日，本線全線採用空調巴士行駛，本線車隊改為以丹尼士三叉戟三型10.6米（ATS）及丹尼士巨龍9.9米（ADS）巴士為主。雖然車長11米的丹尼士巨龍（AD、S3N）及都城嘉慕威曼都城（S3M）可以在不領取禁區許可證下駛入林錦公路，九巴亦曾數度安排丹尼士巨龍11米 (AD) 巴士行走本線，但由於11米長的巴士轉彎不及9.9米巴士靈活，所以在2020年之前，一直未有派出長度逾11米巴士行走。
由於丹尼士三叉戟三型10.6米（ATS）開始步入退役潮，而Enviro400 10.5米（ATSE）巴士載客量偏低（全車載客量只有90人），故當Enviro500 MMC 11.3米（E6M）於2020年6月正式投入服務後，九巴有意將其引入於此路線及行走林錦公路的巴士路線上行走。2020年7月14日，九巴和運輸署安排一輛Enviro500 MMC 11.3米（E6M43／WU8224）於林錦公路進行試車，結果試驗成功，同月7月下旬獲放寬可使用11.3米巴士行走。同年7月24日，本線首次使用3輛Enviro500 MMC 11.3米巴士行走（E6M33/WU7752、E6M42／WU7521及E6M50／WV1963），同年8月起正式使用該車款，取代大部份車齡漸高的丹尼士三叉戟（ATS）及Enviro400（ATSE），亦能提升此路線運載能力。由於林錦公路不許11米以上的車輛通行，故九巴特意為行走本線的11.3米巴士申請禁區許可證，同時需加裝樹擋。
64S與264R線均沒有用車限制，故64S線會由64K、71K、68X及968線抽調車輛行走；而264R線則不設掛牌車，一般派出6輛雙層巴士行走，由上水車廠及元朗車廠聯合派車，用車不定。
現時本線使用24輛亞歷山大丹尼士Enviro 500 MMC 11.3米（E6M）雙層空調巴士，間中使用亞歷山大丹尼士Enviro 400 (ATSE)。
| 車隊編號 | 車牌   |
| -------- | ------ |
| E6M26    | WU5376 |
| E6M29    | WU5526 |
| E6M31    | WU5772 |
| E6M33    | WU7752 |
| E6M34    | WU7820 |
| E6M35    | WU7850 |
| E6M38    | WU8474 |
| E6M39    | WU6586 |
| E6M40    | WU6896 |
| E6M41    | WU7436 |
| E6M42    | WU7521 |
| E6M43    | WU8224 |
| E6M44    | WU8981 |
| E6M45    | WU9258 |
| E6M46    | WU9401 |
| E6M47    | WU9717 |
| E6M48    | WU9777 |
| E6M50    | WV1963 |
| E6M59    | WV4682 |
| E6M62    | WV8257 |
| E6M65    | WV8785 |
| E6M68    | WV9717 |

## 行車路線
64K

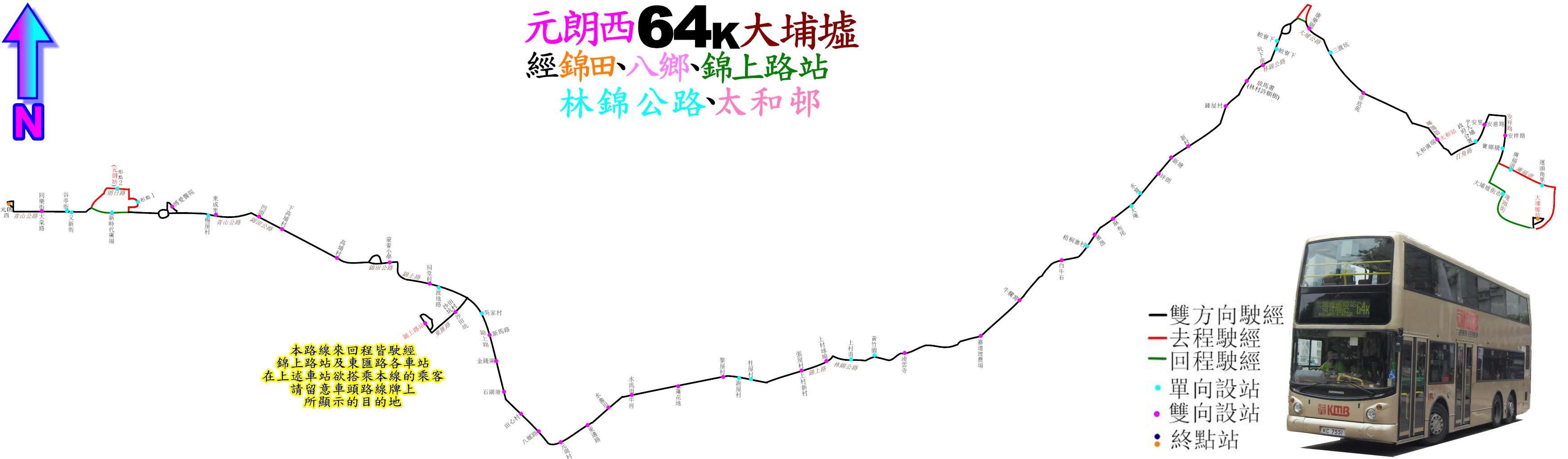
64K線的走線圖

元朗（西）開經：擊壤路、青山公路－元朗段、朗日路、形點交通交匯處、朗日路、青山公路－元朗段、博愛交匯處、小商路、S5通道、博愛交匯處、青山公路－元朗段、凹頭交匯處、錦田公路、錦上路、東匯路、錦上路站公共運輸交匯處、東匯路、錦上路、錦田公路、林錦公路、林錦公路交匯處、大埔公路－大窩段、寶雅路、太和巴士總站、寶雅路、汀角路、安慈路、安祥路、寶鄉橋、寶鄉街、廣福道、南運路及雅運路。
大埔墟站開經：達運道、南運路、運頭街、#鄉事會街、寶鄉街、寶鄉橋、安祥路、安慈路、汀角路、寶雅路、大埔公路－大窩段、林錦公路交匯處、林錦公路、錦田公路、錦上路、東匯路、錦上路站公共運輸交匯處、東匯路、錦上路、錦田公路、凹頭交匯處、青山公路－元朗段、博愛交匯處、小商路、S5通道、博愛交匯處、青山公路－元朗段及擊壤路。
有斜體字之路段只限64P線停靠，有粗體字之路段只限64S線停靠。
64X
經：洪元路、洪水橋田心路、田廈路、青山公路（洪水橋、屏山、元朗段）、朗日路、形點交通交匯處、朗日路、青山公路－元朗段、博愛交匯處、元朗公路、青朗公路、新田公路、粉嶺公路、吐露港公路、大埔太和路、寶雅路、太和巴士總站、寶雅路、汀角路、大埔太和路、寶鄉橋、寶鄉街、廣福道、大埔公路–元洲仔段、吐露港公路、創新路、科學園路及科技大道西。
264R
天水圍（天耀邨）開經：天耀路、天湖路、天瑞路、濕地公園路、天葵路、天龍路、天城路、天祥路、天慈路、朗天路、宏達路、屏會街、元朗安寧路、媽廟路、青山公路－元朗段、朗日路、形點交通交匯處、朗日路、青山公路－元朗段、博愛交匯處、元朗公路、青朗公路、新田公路、粉嶺公路、吐露港公路、大埔太和路、寶雅路、太和巴士總站、寶雅路、汀角路、安慈路、安祥路、寶鄉橋、寶鄉街、廣福道、南運路及雅運路。
大埔墟站開經：雅運路、南運路、寶鄉街、寶鄉橋、安祥路、安慈路、汀角路、寶雅路、大埔太和路、吐露港公路、粉嶺公路、新田公路、青朗公路、元朗公路、博愛交匯處、青山公路－元朗段、朗天路、唐人新村交匯處、朗天路、天慈路、天祥路、天城路、天龍路、天葵路、濕地公園路、天瑞路、天湖路及天耀路。

### 沿線車站

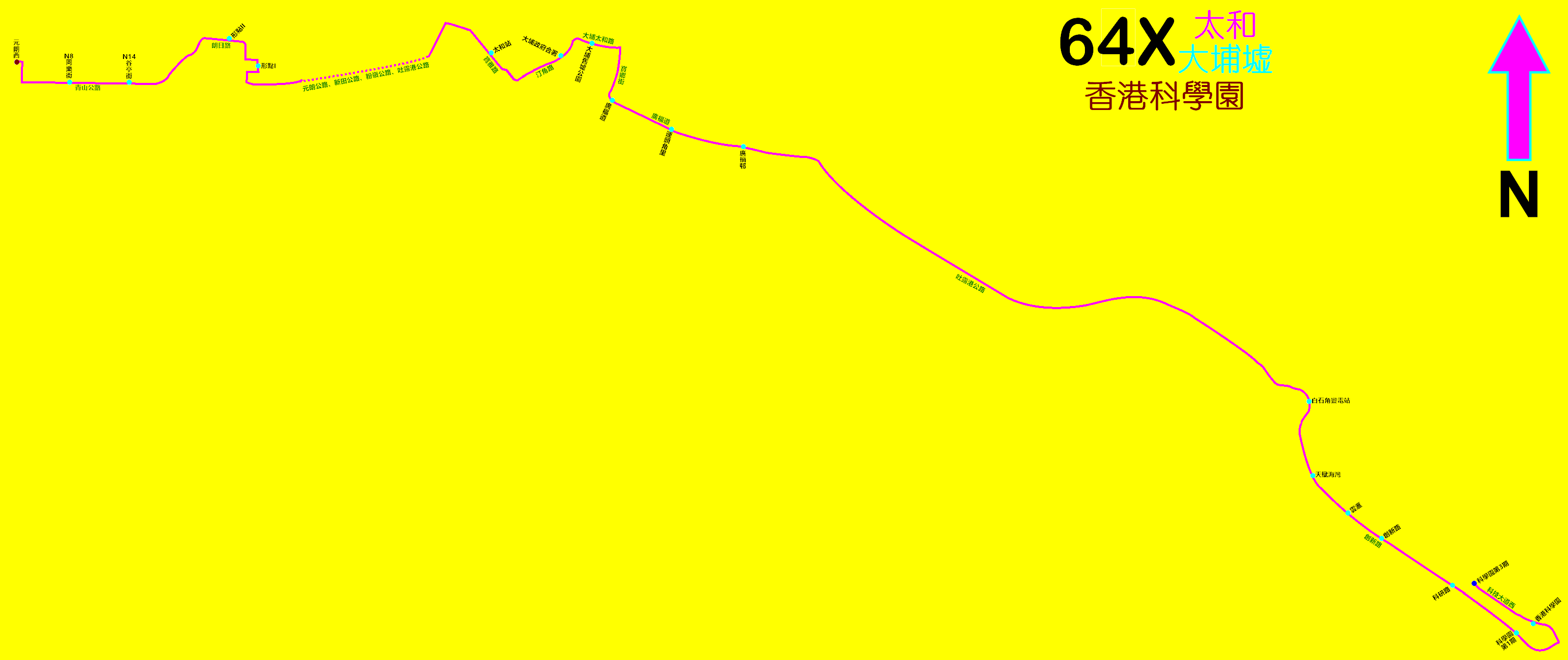
64X線的走線圖

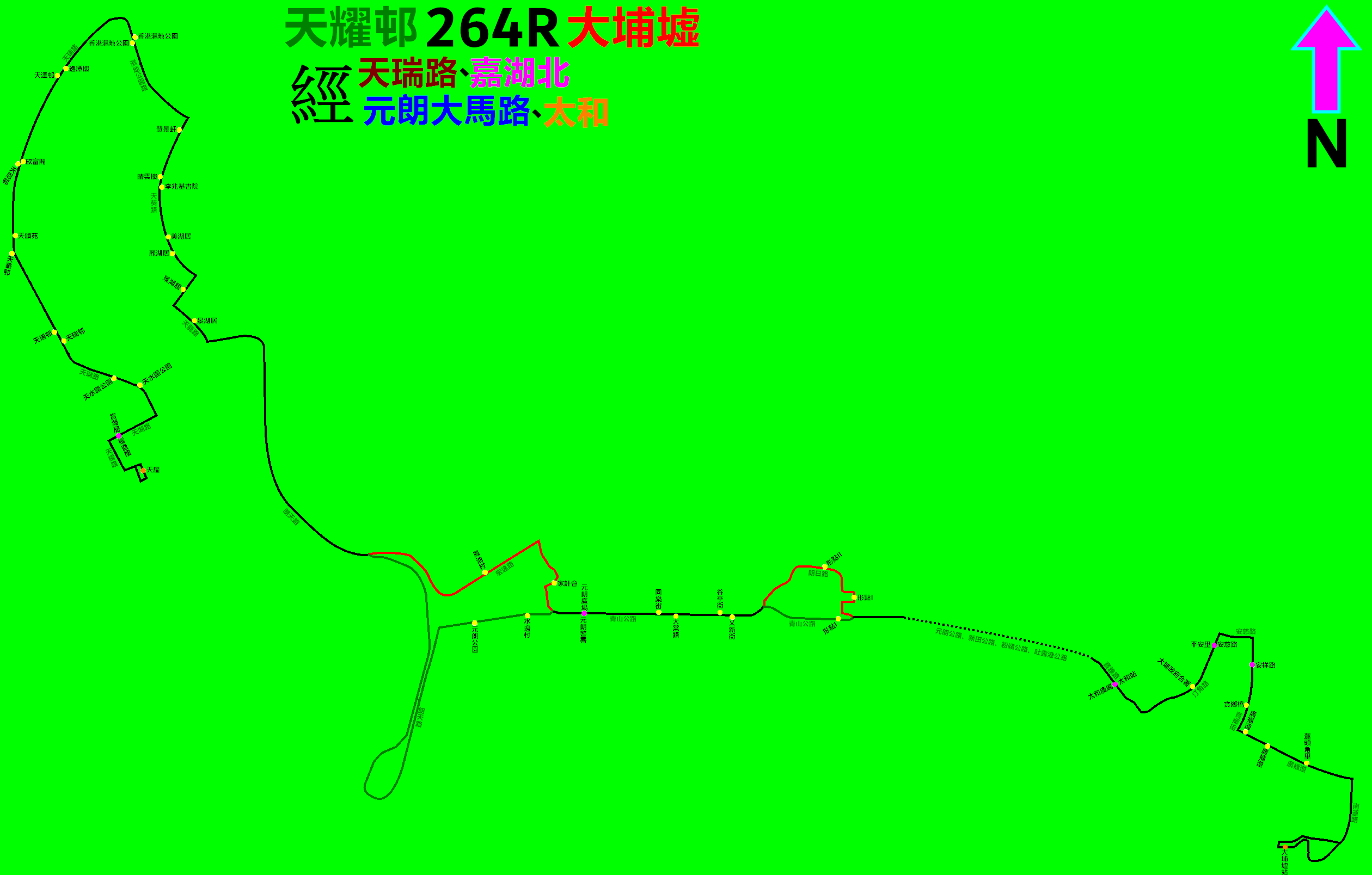
264R線的走線圖

64K/64P/64S
| 元朗（西）開 | 元朗（西）開         | 元朗（西）開           | 大埔墟站開 | 大埔墟站開           | 大埔墟站開             |
| 序號         | 車站名稱             | 位置                   | 序號       | 車站名稱             | 位置                   |
| ------------ | -------------------- | ---------------------- | ---------- | -------------------- | ---------------------- |
| 1            | 元朗（西）巴士總站   | 元朗（西）巴士總站     | #1         | 大埔墟站巴士總站     | 大埔墟站公共運輸交匯處 |
| 2            | 同樂街（N8）         | 青山公路－元朗段       | #2         | 大埔墟街市           | 運頭街                 |
| 3            | 谷亭街（N14）        | 青山公路－元朗段       | #3         | 寶鄉街               | 寶鄉街                 |
| 4            | 形點 II              | 朗日路                 | #4         | 寶鄉橋               | 寶鄉街                 |
| 5            | 形點 I               | 形點交通交匯處         | #5         | 安祥路               | 安祥路                 |
| 6            | 博愛醫院             | S5通道                 | #6         | 安慈路               | 汀角路                 |
| 7            | 東成里               | 青山公路—元朗段        | #7         | 太和廣場             | 寶雅路                 |
| 8            | 凹頭                 | 錦田公路               | #8         | 帝欣苑               | 大埔公路—大窩段        |
| 9            | 下高埔村             | 錦田公路               | #9         | 康樂園               | 大埔公路—大窩段        |
| 10           | 高埔村               | 錦田公路               | #10        | 較寮下               | 林錦公路               |
| 11           | 蒙養小學             | 錦田公路               | #11        | 坑下甫               | 林錦公路               |
| 12           | 祠堂村               | 錦上路                 | #12        | 放馬莆（林村許願樹） | 林錦公路               |
| 13           | 沙田坑村             | 東匯路                 | #13        | 鍾屋村               | 林錦公路               |
| 14           | 錦上路站             | 錦上路站公共運輸交匯處 | #14        | 新村                 | 林錦公路               |
| 15           | 沙田坑               | 東匯路                 | #15        | 新塘                 | 林錦公路               |
| 16           | 吳家村               | 錦上路                 | #16        | 坪朗                 | 林錦公路               |
| 17           | 新馬路               | 錦上路                 | #17        | 大庵                 | 林錦公路               |
| 18           | 金錢圍               | 錦上路                 | #18        | 麻布尾               | 林錦公路               |
| 19           | 石湖塘               | 錦上路                 | #19        | 寨乪                 | 林錦公路               |
| 20           | 田心村               | 錦上路                 | #20        | 白牛石               | 林錦公路               |
| 21           | 八鄉路               | 錦上路                 | #21        | 梧桐寨               | 林錦公路               |
| 22           | 元崗村               | 錦上路                 | #22        | 嘉道理農場           | 林錦公路               |
| 23           | 東邊路               | 錦上路                 | 23         | 凌雲寺               | 林錦公路               |
| 24           | 水盞田               | 錦上路                 | 24*        | 上村球場             | 錦上路                 |
| 25           | 水流田               | 錦上路                 | 25*        | 上村新村             | 錦上路                 |
| 26           | 蓮花地               | 錦上路                 | 26*        | 石上路               | 錦上路                 |
| 27           | 黎屋村               | 錦上路                 | 27*        | 謝屋村               | 錦上路                 |
| 28           | 杜屋村               | 錦上路                 | 28*        | 黎屋村               | 錦上路                 |
| 29           | 石上路               | 錦上路                 | 29*        | 蓮花地               | 錦上路                 |
| 30           | 張屋村               | 錦上路                 | 30*        | 牛徑                 | 錦上路                 |
| 31           | 上村球場             | 錦上路                 | 31*        | 水盞田               | 錦上路                 |
| 32           | 上村甫               | 林錦公路               | 32*        | 東邊路               | 錦上路                 |
| 33           | 黃竹園               | 林錦公路               | 33*        | 元崗村               | 錦上路                 |
| 34           | 凌雲寺               | 林錦公路               | 34*        | 八鄉路               | 錦上路                 |
| 35           | 嘉道理農場           | 林錦公路               | 35*        | 富銀花園             | 錦上路                 |
| 36           | 牛欄窩               | 林錦公路               | 36*        | 田心村               | 錦上路                 |
| 37^          | 白牛石               | 林錦公路               | 37*        | 石湖塘               | 錦上路                 |
| 38^          | 梧桐寨村             | 林錦公路               | 38*        | 金錢圍               | 錦上路                 |
| 39^          | 寨乪                 | 林錦公路               | 39*        | 新馬路               | 錦上路                 |
| 40^          | 麻布尾               | 林錦公路               | 40*        | 吳家村               | 錦上路                 |
| 41^          | 水窩                 | 林錦公路               | 41*        | 沙田坑村             | 東匯路                 |
| 42^          | 坪朗                 | 林錦公路               | 42*        | 錦上路站             | 錦上路站公共運輸交匯處 |
| 43^          | 新塘                 | 林錦公路               | 43         | 沙田坑               | 東匯路                 |
| 44^          | 新村                 | 林錦公路               | 44         | 波地路               | 錦上路                 |
| 45^          | 鍾屋村               | 林錦公路               | 45         | 祠堂村               | 錦上路                 |
| 46^          | 放馬莆（林村許願樹） | 林錦公路               | 46         | 蒙養小學             | 錦田公路               |
| 47^          | 坑下甫               | 林錦公路               | 47         | 高埔村               | 錦田公路               |
| 48^          | 較寮下               | 林錦公路               | 48         | 下高埔村             | 錦田公路               |
| 49^          | 康樂園               | 大埔公路—大窩段        | 49         | 凹頭                 | 錦田公路               |
| 50^          | 三渡坑               | 大埔公路—大窩段        | 50         | 東成里               | 青山公路—元朗段        |
| 51^          | 帝欣苑               | 大埔公路—大窩段        | 51         | 楊屋村               | 青山公路—元朗段        |
| 52^          | 太和站               | 太和巴士總站           | 52         | 博愛醫院             | S5通道                 |
| 53           | 大埔政府合署         | 汀角路                 | 53         | 形點 I               | 青山公路—元朗段        |
| 54           | 平安里               | 汀角路                 | 54         | 又新街（S5）         | 青山公路—元朗段        |
| 55           | 安祥路               | 安祥路                 | 55         | 大棠路（S8）         | 青山公路—元朗段        |
| 56           | 廣福道               | 廣福道                 | 56         | 元朗（西）巴士總站   | 元朗（西）巴士總站     |
| 57           | 運頭角里             | 廣福道                 |            |                      |                        |
| 5            | 大埔墟站巴士總站     | 大埔墟站公共運輸交匯處 |            |                      |                        |

- 64P線只停靠有#號之車站。
- 64S線只停靠有*號之車站。
- 64K線特別班次只停靠有^號之車站。

64X
| 洪水橋（洪元路）開                                             | 洪水橋（洪元路）開       | 洪水橋（洪元路）開       |
| 序號                                                           | 車站名稱                 | 位置                     |
| -------------------------------------------------------------- | ------------------------ | ------------------------ |
| 1                                                              | 洪水橋（洪元路）巴士總站 | 洪水橋（洪元路）巴士總站 |
| 2                                                              | 洪水橋田心路             | 洪水橋田心路             |
| 3                                                              | 田心                     | 田廈路                   |
| 4                                                              | 鄉事委員會               | 田廈路                   |
| 5                                                              | 洪水橋站                 | 青山公路－洪水橋段       |
| 6                                                              | 大道村                   | 青山公路－屏山段         |
| 7                                                              | 灰沙圍                   | 青山公路－屏山段         |
| 8                                                              | 塘坊村站                 | 青山公路－屏山段         |
| 9                                                              | 屏山                     | 青山公路－屏山段         |
| 10                                                             | 水邊圍邨                 | 青山公路－屏山段         |
| 11                                                             | 元朗廣場（N1）           | 青山公路－元朗段         |
| 12                                                             | 同樂街（N8）             | 青山公路－元朗段         |
| 13                                                             | 谷亭街（N14）            | 青山公路－元朗段         |
| 14                                                             | 形點 II                  | 朗日路                   |
| 15                                                             | 形點 I                   | 形點交通交匯處           |
| 博愛交匯處、元朗公路、青朗公路、新田公路、粉嶺公路、吐露港公路 |                          |                          |
| 16                                                             | 太和站                   | 太和巴士總站             |
| 17                                                             | 大埔政府合署             | 汀角路                   |
| 18                                                             | 大埔舊墟公園             | 大埔太和路               |
| 寶鄉橋                                                         |                          |                          |
| 19                                                             | 廣福道                   | 廣福道                   |
| 20                                                             | 運頭角里                 | 廣福道                   |
| 21                                                             | 廣福邨                   | 大埔公路－元洲仔段       |
| 吐露港公路                                                     |                          |                          |
| 22                                                             | 白石角變電站             | 創新路                   |
| 23                                                             | 天賦海灣                 | 創新路                   |
| 24                                                             | 雲滙                     | 創新路                   |
| 25                                                             | 創新路                   | 創新路                   |
| 26                                                             | 科研路                   | 創新路                   |
| 27                                                             | 科學園（第一期）         | 創新路                   |
| 28                                                             | 香港科學園               | 科技大道西               |
| 29                                                             | 香港科學園第三期         | 科技大道西               |

264R
| 天水圍（天耀邨）開 | 天水圍（天耀邨）開     | 天水圍（天耀邨）開     | 大埔墟站開 | 大埔墟站開              | 大埔墟站開             |
| 序號               | 車站名稱               | 位置                   | 序號       | 車站名稱                | 位置                   |
| ------------------ | ---------------------- | ---------------------- | ---------- | ----------------------- | ---------------------- |
| 1                  | 天耀巴士總站           | 天耀巴士總站           | 1          | 大埔墟站巴士總站        | 大埔墟站公共運輸交匯處 |
| 2                  | 賞湖居                 | 天湖路                 | 2          | 廣福道轉車站(A1)        | 廣福道轉車站(A1)       |
| 3                  | 天水圍公園             | 天瑞路                 | 3          | 廣福道轉車站-寶鄉橋(B3) | 寶鄉街                 |
| 4                  | 天瑞邨                 | 天瑞路                 | 4          | 安祥路                  | 安祥路                 |
| 5                  | 天華邨                 | 天瑞路                 | 5          | 大埔安慈路              | 汀角路                 |
| 6                  | 天恩邨                 | 天瑞路                 | 6          | 太和廣場                | 寶雅路                 |
| 7                  | 天澤邨                 | 天瑞路                 | 7          | 形點 I                  | 青山公路—元朗段        |
| 8                  | 香港濕地公園           | 濕地公園路             | 8          | 又新街（S3）            | 青山公路—元朗段        |
| 9                  | 慧景軒                 | 天葵路                 | 9          | 大棠路（S7）            | 青山公路—元朗段        |
| 10                 | 香港青年協會李兆基書院 | 天葵路                 | 10         | 元朗警署（S14）         | 青山公路—元朗段        |
| 11                 | 美湖居                 | 天葵路                 | 11         | 水邊村                  | 青山公路－屏山段       |
| 12                 | 景湖居                 | 天城路                 | 12         | 元朗公園                | 青山公路－屏山段       |
| 13                 | 鳳池村                 | 宏達路                 | 13         | 景湖居                  | 天龍路                 |
| 14                 | 香港家庭計劃指導會     | 元朗安寧路             | 13         | 麗湖居                  | 天葵路                 |
| 15                 | 元朗廣場（N1）         | 青山公路—元朗段        | 14         | 天晴邨晴雲樓            | 天葵路                 |
| 16                 | 同樂街（N8）           | 青山公路—元朗段        | 16         | 慧景軒                  | 天葵路                 |
| 17                 | 谷亭街（N14）          | 青山公路—元朗段        | 17         | 香港濕地公園            | 濕地公園路             |
| 18                 | 形點 II                | 朗日路                 | 18         | 天逸邨逸潭樓            | 天瑞路                 |
| 19                 | 形點 I                 | 形點運輸交匯處         | 19         | 天富苑欣富閣            | 天瑞路                 |
| 20                 | 太和站                 | 太和巴士總站           | 20         | 天頌苑                  | 天瑞路                 |
| 21                 | 大埔政府合署           | 汀角路                 | 21         | 天瑞邨                  | 天瑞路                 |
| 22                 | 大埔平安里             | 汀角路                 | 22         | 天水圍公園              | 天瑞路                 |
| 23                 | 安祥路                 | 安祥路                 | 23         | 天耀邨耀盛樓            | 天湖路                 |
| 24                 | 廣福道轉車站(Y1)       | 廣福道轉車站(Y1)       | 24         | 天耀巴士總站            | 天耀巴士總站           |
| 25                 | 運頭角里               | 廣福道                 |            |                         |                        |
| 26                 | 大埔墟站巴士總站       | 大埔墟站公共運輸交匯處 |            |                         |                        |

## 路線可到達景點
64K系路線因為途經多個郊遊景點，九巴亦特別推廣本路線為「環保親子消閒線」。64K線途經：
- 吉慶圍
- 嘉道理農場
- 水頭村古蹟
  - 周王二公書院
  - 錦田樹屋
  - 二帝書院
  - 便母橋
  - 泝流園
  - 清樂鄧公祠
- 林村許願樹（近年新興景點，民眾會到達該處許願，祈求好運）
- 植桂書室
- 元崗村梁氏宗祠
- 凌雲寺
- 大埔文武廟
- 香港鐵路博物館
- 大埔舊理民府
- 太和市
- 梧桐寨郊遊徑往大帽山和鉛礦凹
- 嘉道理農場對面郊遊徑經大刀屻往粉嶺站

而264R線途經香港濕地公園和大埔部分景點（和64K線一樣），但不經錦田、八鄉和林村的景點。

## 客量
64K線為元朗區唯一來往大埔區的全日路線，而且只有本線來回程駛經錦上路，雖然有紅色小巴競爭，但小巴車費較本線昂貴，而且不駛經錦上路，對本線威脅有限。加上本線班次頻密，深受元朗、錦上路沿途及大埔區居民歡迎。但由於本線車程相當冗長，甚少乘客坐足全程（來往元朗市及大埔墟，搭乘276或276P到上水轉乘東鐵線又或者乘坐269D到城隧轉車站轉乘73X比直接搭乘本線為快），主要客源為來往大埔及林錦公路和來往元朗及錦上路一段的流水客。
現時，本線是少數班次頻密的新界郊區巴士路線，也是一條高客量的長途跨區而不經高速公路的路線，經常出現「拖卡」情況，曾一度被稱呼為「畸型路線」。
每逢重要節日，本線更設有特別班次服務林村許願樹，該特別班次於2012年1月23日（農曆大年初一）起分拆出來，編號為63R收費較貴,多數乘客會刻意前往放馬莆站等候但收費較便宜的64K前往大埔墟。
2011年10月11日，本線與另外兩條巴士路線——九龍巴士87D線及新巴15線，獲美國CNNGo的香港記者專題介紹。
264R線初期的服務範圍與64K重疊，有網民擔心九巴會藉此削減後者在星期六及假日的服務，從而迫使乘客改乘收費較高的前者。264R線收費為$17.1，而64K線收費為$8.9，兩者差額近兩倍。而乘客即使不願乘坐車程緩慢的64K，也可選乘276或276P（$9.7）到上水站，再轉駁東鐵綫至太和站或大埔墟站，合共收費為13.3元；或直接在上水轉乘W3線可獲回贈首程車資，即總車資為$13.3，仍較此路線低廉；加上此路線班次亦遠較276P和64K疏落，因此，收費高昂的264R在假日客量初時處於低水平，亦不比64K高。在264R的服務初期，多數乘客會刻意等候雖車程長但收費較便宜的64K。由於此線自開辦已有一段時間，乘客開始熟悉此線的服務，加上其車程較64K有明顯優勢，因此客量較開辦時明顯有所提升。
根據歷年巴士路線計劃中的資料顯示，264R線在繁忙時段的載客量為30%，較開辦時上升14%。有鑑於天水圍居民對往返大埔有一定需求，九巴建議該線延長至天水圍（天耀邨），途經天水圍各主要屋苑及香港濕地公園後返回原有路線，並削減班次為30分鐘一班，定於2018年12月1日實施。
自從264R線延長至天耀後，成功吸納一些天水圍乘客乘搭，故一直有聲音要求264R線提升至全日行走。

## 事故
- 2019年6月26日：有網民於網上透露，僅僅半天就有九輛行走64K線巴士的上層擋風玻璃於大埔林錦公路被樹枝撞至爆裂，導致巴士服務受阻，該路線更一度出現繁忙時間脫班超過一小時的情況，網民相信受影響的巴士司機在發生事故後沒有停下，導致後面的巴士司機誤以為沒有事件發生，才在同一位置發生多次意外。[26]

## 巴士迷事件
- 2018年1月27日：當日屯門車廠元朗分廠（U）派出一輛貼有「Citi八達通白金信用卡」全車身廣告的富豪B9TL（AVBE33／MU5768）行走264R線。下午四時許，當巴士準備由南運路駛入大埔墟站時，兩名巴士迷站於相反方向近新達廣場路中心拍攝，期間有人放置雪糕筒阻止從後方行駛的車輛，以避免相片受車輛阻擋。事後有駛經該處網民將拍得之行車片段上傳至社交網站，引起網民討論及上報。[27]

## 外部連結
九巴
- 九巴64K線官方網站路線資料 （页面存档备份，存于）

OpenStreetMap
- 64K線路線圖（往大埔墟鐵路站） （页面存档备份，存于）
- 64K線路線圖（往元朗西） （页面存档备份，存于）